# Podvin pri Polzeli
Podvin pri Polzeli je naselje v Občini Polzela.
V naselju Kopank v Podvinu pri Polzeli stoji rojstna hiša Neže Maurer, znane slovenske pesnice. Hiša je kjub starosti sorazmerno dobro ohranjena.